# Ghazistadion
Het Ghazistadion (Pasjtoe: غازي لوبغالی, Perzisch: ورزشگاه غازى) is een multifunctioneel stadion in Kabul, Afghanistan.
In het stadion is plaats voor 25.000 toeschouwers. De bouw van het stadion was tijdens het koningschap van Amanoellah Khan, hij werd gezien als held (ghazi), zodoende de naam van het stadion. Het stadion werd geopend in 1923 en in 2011 gerenoveerd. De 'heropening', na de renovatie in 2011, werd gezien als een symbool van vooruitgang van de sportcultuur in Afghanistan.
Het stadion wordt vooral gebruikt voor voetbalwedstrijden, de voetbalclubs Maiwand Kabul F.C., Ferozi F.C., Seramiasht F.C., Javan Azadi Kabul F.C. en Hakim Sanayi Kabul F.C. maken gebruik van dit stadion. Ook het nationale elftal van Afghanistan speelt hier wel eens een internationale wedstrijd. Toen de Taliban aan de macht was werden er in dit stadion ook publieke executies gehouden.